# 茅临生
茅临生（1954年1月—），男，汉族，浙江天台人，中华人民共和国政治人物。1971年1月参加工作，1975年2月加入中国共产党。浙江化工学院无机化工进修班毕业，浙江大学经济学专业在职研究生学历。

## 经历
1985年9月至1991年11月，任共青团浙江省委书记。1991年11月至1994年4月，任中共湖州市委常委、长兴县委书记。1994年4月至1998年2月，任中共浙江省委统战部副部长兼省民族宗教事务委员会主任。
1998年2月至2002年1月，任中共衢州市委书记，市人大常委会主任。2002年1月至2004年4月，任中共杭州市委副书记、杭州市人民政府代市长、市长。
2004年4月至2010年1月，任浙江省人民政府副省长。2010年1月至2012年7月，任中共浙江省委常委，兼任省委宣传部部长。
2012年7月16日，出任浙江省人大常委会党组副书记。2014年1月21日至2017年1月24日，出任浙江省人大常委会党组书记。2013年1月31日至2017年3月30日，担任浙江省人大常委会副主任。